# Tales of Ancient Prophecies
Tales of Ancient Prophecies är det svenska symfoniska power metal-bandet Twilight Forces debutalbum, utgivet i juni 2014 på Black Lodge Records och i Japan på Spiritual Beast.
Joakim Brodén och Kenny Leckremo från Sabaton respektive H.E.A.T bidrog med gästsång.
En livevideo från Sabaton Open Air till "The Power of the Ancient Force" släpptes i augusti 2014.

## Låtlista
1. "Enchanted Dragon of Wisdom" – 4:43
2. "The Power of the Ancient Force" – 5:03
3. "Twilight Horizon" – 4:59
4. "The Summoning" – 0:43
5. "Whispering Winds" (instrumental) – 0:51
6. "Fall of the Eternal Winter" – 4:54
7. "Forest of Destiny" – 4:06
8. "In the Mighty Hall of the Fire King" – 0:55
9. "Made of Steel" – 4:46
10. "Sword of Magic Steel" – 1:05
11. "Gates of Glory" – 3:55

Bonusspår på japanska utgåvan
1. "Eagle Fly Free" (Helloween-cover) – 5:27

## Medverkande
Musiker
- Christian Hedgren (Chrileon) – sång
- Philip Lindh (Felipe) – elgitarr, akustisk gitarr, luta
- Björn Lundkvist (Borne) – basgitarr
- Daniel Beckman (Daniele) – keyboard, piano, violin, cembalo, bakgrundssång, berättarröst
- Robert Bäck (Roberto) – trummor, slagverk

Bidragande musiker
- Joakim Brodén – sång, bakgrundssång
- Hanna Berglund – bakgrundssång
- Kenny Leckremo – sång
- Barbro Beckman – bakgrundssång
- Andreas Olander – rytmgitarr, bakgrundssång

Produktion
- Daniel Beckman – producent, inspelningstekniker, mixning, mastering, art direction, omslagskoncept, logotyp, ljuddesign
- Philip Lindh – mixning, art direction, omslagskoncept
- Emma Eklund Kornborg – redigering
- Martin Hanford – omslagskonst
- Hasse Eriksson – foto